# Adam Riess
Adam Guy Riess (Washington, D.C., 16 de desembre del 1969) és un astrofísic estatunidenc a la Universitat Johns Hopkins. És conegut per la seva recerca en què ha emprat les supernoves com a proves cosmològiques. Riess guanyà el Premi Nobel de Física del 2011 juntament amb Saul Perlmutter i Brian P. Schmidt per haver demostrat que l'expansió de l'univers s'està accelerant.